# Мочище (дачный посёлок, Новосибирская область)
Мочи́ще — дачный посёлок (сельский населённый пункт) в Новосибирском районе Новосибирской области России. Административный центр Мочищенского сельсовета.

## География
Площадь посёлка — 156 гектаров.

## Топоним
Название следует трактовать как «место, где мочили лен, коноплю», потому что местные жители мочили лен и коноплю, отбеливали холсты в ближайшем озере.

## История
Село Мочище основано в 1720 году.
После 1917 года в селе Мочище одной из первых была сформирована коммуна им. Сырцова (С. И. Сырцов — большевик, руководитель установления советской власти в Ростове-на-Дону, с 1926 года был секретарем сибирского крайкома ВКП (б)).

## Население
| 2002 | 2007  | 2010  | 2021  |
| ---- | ----- | ----- | ----- |
| 2932 | ↗3449 | ↘3036 | ↗3346 |

Национальный состав
На селе жили чалдоны (казаки Степана Разина, бежавшие в Сибирь, и их потомки), калуга (переселенцы из европейской части страны) и бочановцы (происхождение этнонима неизвестно).

## Инфраструктура
В посёлке по данным на 2007 год функционируют 1 учреждение здравоохранения и 1 учреждение образования.